# Thomas Drummond (ingeniero)

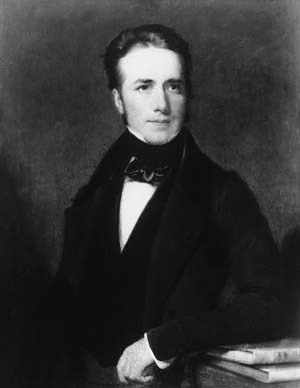
Thomas Drummond

El Capitán Thomas Drummond (Edimburgo, 1797 - 1840) fue un político e ingeniero civil escocés, conocido por ser el inventor de la luz de Drummond.
Miembro del Partido Whig, fue uno de los preparadores de la Reforma de 1832, lo que le hizo merecer posteriormente el nombramiento como Subsecretario para Irlanda, posición que ocupó de 1835 hasta su muerte, en 1840. 
Drummond fue respetado por los irlandeses, a quienes trató con imparcialidad.